# Erythrolamprus semiaureus
Erythrolamprus semiaureus — вид змій родини полозових (Colubridae). Мешкає в Південній Америці.

## Поширення і екологія
Erythrolamprus semiaureus мешкають на сході Аргентини, в Парагваї і Уругваї та в штаті Ріу-Гранді-ду-Сул на півдні Бразилії. Вони живуть у водно-болотних угіддях в пампі.